# Maya Sansa
Maya Sansa (Roma, 25 settembre 1975) è un'attrice italiana.

## Biografia
Di padre iraniano e madre italiana, durante il liceo classico, a 14 anni, inizia a studiare teatro. Nel 1994 consegue la maturità classica. Dopo il liceo segue lo Shakespeare adition course, tenuto da Rodney Archer al Covent Garden, a Londra. Nel 1995-1996 frequenta un corso di teatro di due anni, intitolato Two years acting course City Lit e tenuto da Archer, e nel 1999 si diploma alla Guildhall school of music and drama di Londra.
Nel 1999 debutta sul grande schermo con il film La balia, regia di Marco Bellocchio, al quale fanno seguito, tra gli altri: Nella terra di nessuno, regia di Gianfranco Giagni, e Benzina, regia di Monica Stambrini, entrambi del 2001; La vita degli altri (2002), regia di Nicola De Rinaldo; La meglio gioventù, regia di Marco Tullio Giordana, Buongiorno, notte, regia di Marco Bellocchio, e Il vestito da sposa, regia di Fiorella Infascelli, tutti e tre del 2003; ed infine L'amore ritrovato (2004), regia di Carlo Mazzacurati. Dopo tutti questi lavori il New York Times (2 maggio 2004) le dedica una pagina, definendola la nuova icona del cinema italiano. Inoltre riceve vari premi e riconoscimenti.
In televisione ha recitato nelle miniserie TV Einstein (2008), regia di Liliana Cavani, David Copperfield (2009), regia di Ambrogio Lo Giudice e Tutto può succedere (2015-2018). Il 14 giugno 2013 vince il David di Donatello per la migliore attrice non protagonista, per il film Bella addormentata di Marco Bellocchio. Nel novembre del 2019 interpreta Ernestina, la mamma di Mimmo, nel film TV I ragazzi dello Zecchino d'Oro e nel 2020 ricopre il ruolo di Sara, ex collega del protagonista della miniserie Io ti cercherò, che aiuta nelle indagini sulla morte del figlio. Nel 2023 è impegnata nel giallo televisivo a puntate Sei donne - Il mistero di Leila, dove interpreta il personaggio del PM Anna Conti.

## Vita privata
Ha una figlia, Talitha, avuta dal compagno Fabrice Scott con il quale vive a Parigi.

## Filmografia

### Cinema
- La balia, regia di Marco Bellocchio (1999)
- Nella terra di nessuno, regia di Gianfranco Giagni (2001)
- Benzina, regia di Monica Stambrini (2001)
- La vita degli altri, regia di Nicola De Rinaldo (2002)
- My Father's Garden, regia di Matthew A. Brown (2002)
- La meglio gioventù, regia di Marco Tullio Giordana (2003)
- Il vestito da sposa, regia di Fiorella Infascelli (2003)
- Buongiorno, notte, regia di Marco Bellocchio (2003)
- Stessa rabbia, stessa primavera, regia di Stefano Incerti (2003)
- ...a levante, registi vari (2004)
- L'amore ritrovato, regia di Carlo Mazzacurati (2004)
- Contronatura, regia di Alessandro Tofanelli (2005)
- In ascolto, regia di Giacomo Martelli (2005)
- Jamal, regia di Luisella Ratiglia (2006)
- Sartre, l'âge des passions, regia di Claude Goretta (2006)
- Fuori dalle corde, regia di Fulvio Bernasconi (2007)
- Il prossimo tuo, regia di Anne Riitta Ciccone (2008)
- La Troisième partie du monde, regia di Eric Forestier (2008)
- Female Agents (Femmes de l'ombre), regia di Jean-Paul Salomé (2008)
- All Human Rights for All, regia di Giorgio Treves – cortometraggio (2008)
- L'uomo che verrà, regia di Giorgio Diritti (2009)
- Giving Voice - La voce naturale, regia di Alessandro Fabrizi (2009)
- Villa Amalia, regia di Benoît Jacquot (2009)
- Un altro mondo, regia di Silvio Muccino (2010)
- Il primo uomo, regia di Gianni Amelio (2011)
- La pecora nera, regia di Ascanio Celestini
- Rendez-vous avec un ange, regia di Yves Thomas e Sophie de Daruvar (2011)
- Voyez comme ils dansent, regia di Claude Miller (2011)
- Bella addormentata, regia di Marco Bellocchio (2012)
- Breve storia di lunghi tradimenti, regia di Davide Marengo (2012)
- Molière in bicicletta (Alceste à bicyclette), regia di Philippe Le Guay (2013)
- La Belle Vie, regia di Jean Denizot (2014)
- Storie sospese, regia di Stefano Chiantini (2015)
- La verità sta in cielo, regia di Roberto Faenza (2016)
- Amo la tempesta, regia di Maurizio Losi (2016)
- Lo scambio di principesse (L'Échange des princesses), regia di Marc Dugain (2017)
- Le verità (La Vérité), regia di Hirokazu Kore'eda (2019)
- Red Snake (Soeurs d'armes), regia di Caroline Fourest (2019)
- Lasciami andare, regia di Stefano Mordini (2020)
- A riveder le stelle, regia di Emanuele Caruso (2020)
- Il paradiso del pavone, regia di Laura Bispuri (2021)
- Le mie ragazze di carta, regia di Luca Lucini (2023)
- Con la grazia di un Dio, regia di Alessandro Roja (2023)

### Televisione
- Lupo mannaro, regia di Antonio Tibaldi (2000) – mai distribuito
- Einstein, regia di Liliana Cavani – miniserie TV (2008)
- David Copperfield, regia di Ambrogio Lo Giudice – miniserie TV (2009)
- In Treatment – serie TV (2014)
- Tutto può succedere – serie TV (2015-2018)
- Collateral, regia di S. J. Clarkson – miniserie TV (2018)
- I ragazzi dello Zecchino d'Oro, regia di Ambrogio Lo Giudice – film TV (2019)
- Io ti cercherò – serie TV (2020)
- Security, regia di Peter Chelsom – film TV (2021)
- Sei donne - Il mistero di Leila, regia di Vincenzo Marra – miniserie TV (2023)

### Cortometraggi
- Un filo di passione, regia di Marco Bellocchio (2000)
- My father's garden, regia di Matthew A. Brown (2003)
- Jamal, regia di Luisella Ratiglia (2006)[7]
- The woman dress, regia di Giada Colagrande (2012)
- Caro Paolo, regia di Donata Gallo (2013)

### Videoclip
- Sospesa - Videoclip di Malika Ayane, con Pacifico (2010)
- Scusate se non piango di Daniele Silvestri (2019)[8][9]

## Doppiatrici italiane
- Gianna Gesualdo in Lo scambio di principesse

## Teatro
- Il lettore a ore di e regia José Sanchis Sinistrerra, prodotto dal Teatro Metastasio di Prato (2006)[10]
- Le metamorfosi di Ted Hughes, regia di Alessandro Fabrizi (2008)

## Riconoscimenti
- David di Donatello
  - 2003 – Candidatura come miglior attrice protagonista per Buongiorno, notte
  - 2004 – Candidatura come miglior attrice protagonista per L'amore ritrovato
  - 2013 – Miglior attrice non protagonista per Bella addormentata
- Nastro d'argento
  - 2004 – Miglior attrice protagonista per La meglio gioventù
- Globo d'oro
  - 1999 – Miglior attrice rivelazione per La balia
  - 2004 Miglior attrice per Buongiorno, notte
- Ciak d'oro
  - 1999 – Miglior attrice non protagonista per La balia (1999)
  - 2004 – Miglior attrice protagonista per Buongiorno, notte (2004)[11]
- Grolla d'oro
  - 1999 – Rivelazione dell'anno per La balia
- Festival di Cannes
  - 2004 – Premio Un certain regard al Festival di Cannes per La meglio gioventù
- Roma Fiction Fest
  - 2009 – Migliore attrice nella categoria Miniserie per Einstein
- Premio Fondazione Roberto Rossellini[12]
- Annecy cinéma italien
  - 2003 – Prix d'Interprétation Féminine (ex aequo) per Benzina
- Mostra Internazionale del Cinema di Venezia
  - 2004 – Premio Pasinetti per la Migliore Interpretazione (insieme a Roberto Herlitzka) per Buongiorno, notte alla 60ª Mostra Internazionale del Cinema di Venezia.
- Vivilcinema Film D'Essai dell'Anno:
  - Premio FICE Migliore Attore (La meglio gioventù; 2013)
  - Premio FICE Migliore Attore (Il vestito da sposa; 2013)
  - Premio FICE Migliore Attore (Buongiorno, notte)
- Chieti Film Festival
  - Migliore Attrice per L'amore ritrovato
- 2004 – Premi Vittorio De Sica per il Cinema Italiano – Attrice dell'anno
  - 2006 Premio Migliore Attrice alla 23/a edizione del Festival EuropaCinema per In ascolto